# Klášter Innichen
Klášter Innichen (německy Stift Innichen) je někdejší benediktinské opatství a bývalý kolegiátní klášter v jihotyrolské obci Innichen, na území dnešní Itálie.
Ke klášteru patří dodnes dochovaný klášterní kostel svatých Kandida a Korbiniána a komplex klášterních budov, mj. starý kapitulní dům, v němž se až do přestěhování do nedaleké ulice Petera Paula Rainera č. 19 nacházelo klášterní muzeum.

## Dějiny
Benediktinský klášter svatého Kandida byl založen v roce 769 bavorským vévodou Tassilem III. jako opěrný bod pro slovanské misie. Jako dar opatovi kláštera Attovi z kláštera sv. Petra v Scharnitz věnoval obec India (Innichen), zvanou též Campo Gelau (Toblašské pole/Toblacher Feld), včetně území při toku Tesido (Taistenský potok / Taistenbach nebo též Gsieser Bach) až ke hranicím se slovanským obyvatelstvem, tedy až k rivolum montis Anarasi (potoku hory Anras).